# Elpídids
Els elpídids (Elpidiidae) són una família de cogombres de mar de les profunditats marines.
Tenen un cos translúcid amb podis llargs i robustos que actuen com a potes. La boca està envoltada de tentacles orals gruixuts i curts, i la part dorsal sovint també mostra parells de podis allargats, apuntant cap amunt. Algunes espècies també poden mostrar apèndixs natatoris a la part superior de la boca. Els porcs marins (Scotoplanes globosa) viuen a les parts més fosques de l'oceà. Quan s'introdueixen a aigües càlides, els seus cossos es desintegren, fent-los vulnerables als canvis sobtats de calor.

## Gèneres
Es reconeixen els següents gèneres a la família Elpidiidae:
- Achlyonice Théel, 1879
- Amperima Pawson, 1965
- Ellipinion Hérouard, 1923
- Elpidia Théel, 1876
- Irpa Danielssen & Koren, 1878
- Kolga Danielssen & Koren, 1879
- Peniagone Théel, 1882
- Penilpidia Gebruk, 1988
- Protelpidia Gebruk, 1983
- Psychrelpidia Hérouard, 1923
- Psychroplanes Gebruk, 1988
- Rhipidothuria Hérouard, 1901
- Scotoplanes Théel, 1882

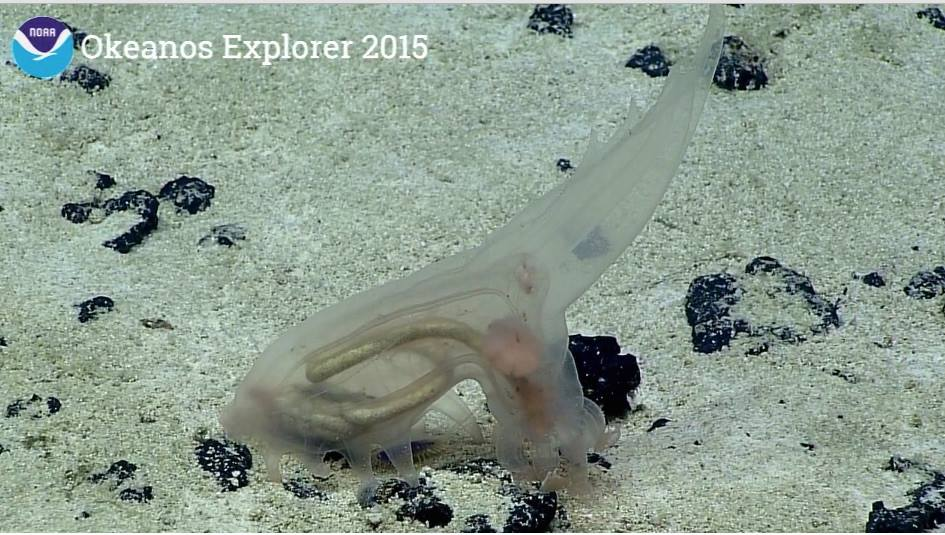
Probable Amperima sp.(2000 - 3000 m de profunditat a les costes de Hawaii)
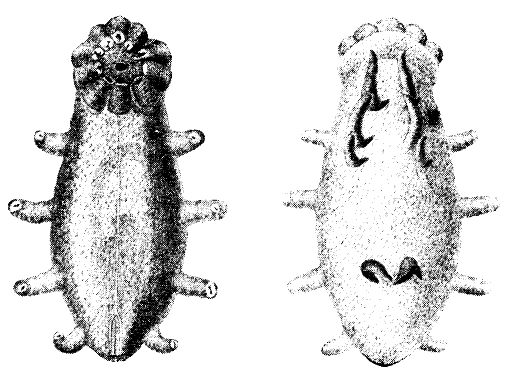
Elpidia glacialis
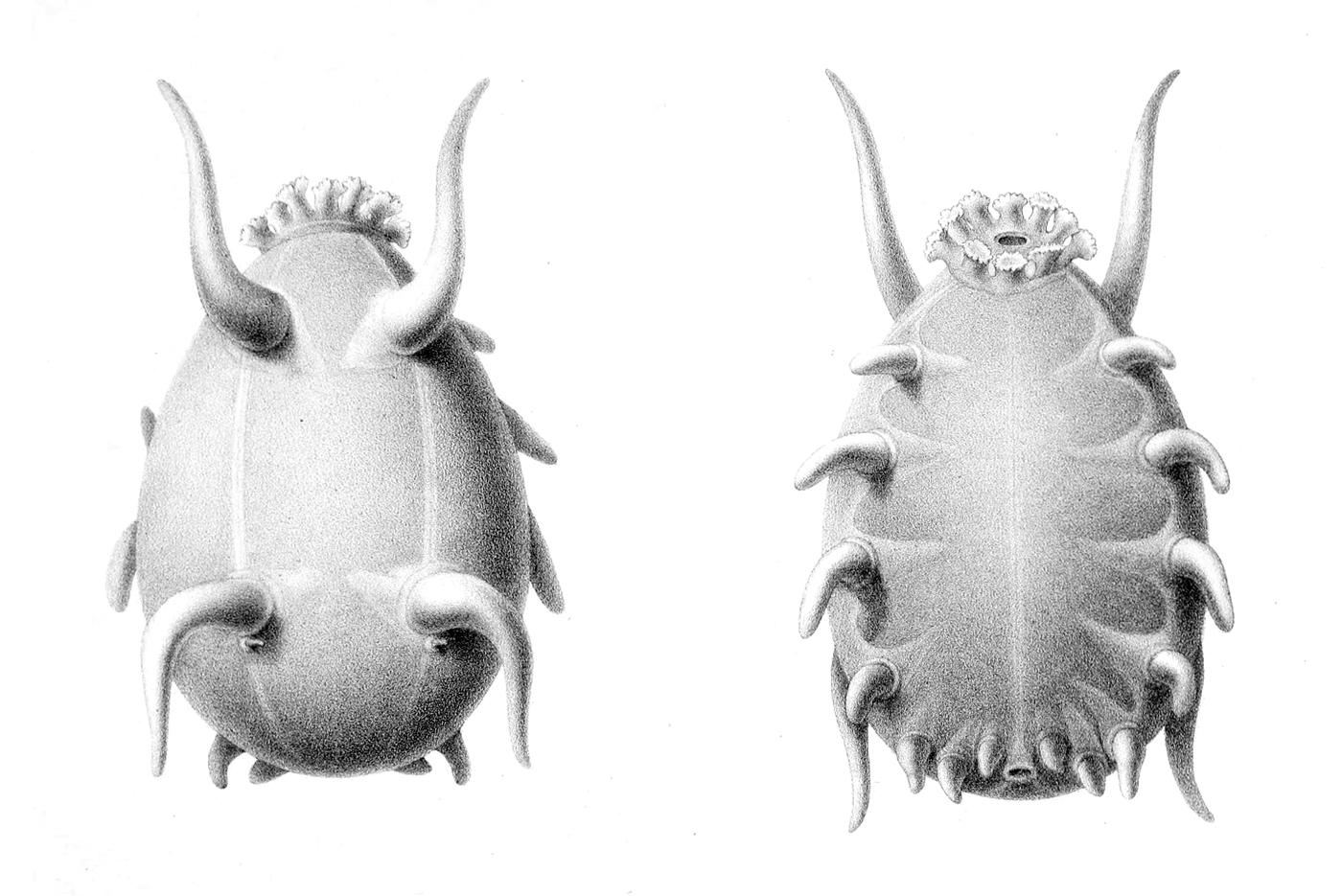
Scotoplanes globosa